# 한국 만화

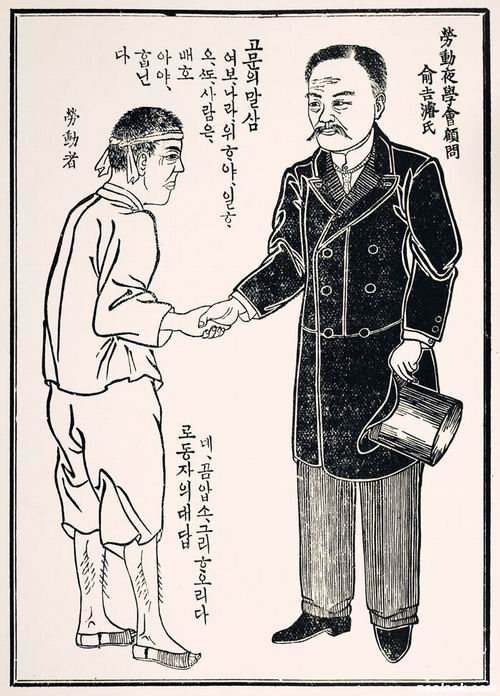
1908년 출시된 만화의 첫 우드컷

한국의 만화는 일반적으로 1909년부터 시작된 것으로 여겨지고 있다. 그 이전의 기원으로는 한국 최초의 만화로 18세기에 그려진 〈의열도〉를 들기도 한다. ‘만화(漫畵)’라는 단어는 1910년대 초에 이미 사용되고 있었으며, 잡지와 신문에 연재되면서 점차 대중화되고 그 형식이 갖추어졌다.

## 역사

### 도입기
현대 한국 만화의 효시는 1909년 6월 2일 창간된 《대한민보》 창간호에 실린 ‘삽화’(揷畫)라는 이름의 1칸 만화(시사만화)이다. 이 그림은 화가 이도영(李道榮) 이 그렸다. 1909년 9월 미국에서 발행된 《신한민보》에서 해화(諧畫)라는 이름으로 만화가 실렸다.
- 1920년 4월 《동아일보》에 천리구(千里駒) 김동성(金洞成)이 ‘그림이야기’라는 이름으로 4칸 만화를 한국 최초로 발표한다.
- 1923년 2월 김동성 〈만화 그리는 법〉를 《동명》에 발표한다. 만화 창작 이론의 효시이며, 또한 ‘만화’라는 용어의 시작이다.
- 1923년 5월 《동아일보》에 투고 만화를 게재하기 시작했다. 신문만화 현상 공모의 효시이다.
- 1924년 10월 13일 천리구 김동성에게 만화를 배운 동양화가 심산(心汕) 노수현(盧壽鉉)이 4칸 만화 〈멍텅구리 헛물켜기〉를 《조선일보》 연재하였다, 멍텅구리 헛물켜기는 김동성이 기획하고 줄거리는 이상협(李相協)과 안재홍(安在鴻)이 구성하였다. 4칸 만화 및 연재만화, 분업적 만화 창작의 효시이다. 만화로는 처음으로 영화로 각색되었다.[5]
- 1925년 1월 안석주가 한국 최초의 아동만화 〈씨동이의 말타기〉를 《어린이》에 실었다.
- 1925년 2월 《매일신보》 시사·풍자해학 만화를 현상 모집한다.
- 1925년 5월 안석주와 김복진이 주도하여 한국 최초의 만화가 모임《조선만화 구락부》를 결성한다.
- 1927년 6월 안석주가 1칸 만화에 글을 곁들인 형식의 〈만문만화〉를 《신문춘추》에 연재한다.
- 1930년 4월 김동성이 잡지 《학생》에 5회에 걸쳐 〈만화 입문〉이라는 만화 강좌를 연재한다.

### 발전기
이외에도 한국만화의 역사 100년이 훌쩍 넘는 기간은 사회문화와 세대의 변화에 따라 태동기, 초창기, 성장기, 발전기1, 발전기2, 새로운 도전기로 나누기도 한다.
- '태동기'는 1909년 대한민보 창간호에 실린 이도영 만평을 시작으로, 1945년 8.15 광복이 되기 전까지에 해당한다. 1938년 이난방의 <수남의 꾀병>이 수록된 <가정지우>가 대표적이다.[6]
- '초창기'는 한국의 현대만화가 본격적으로 시작되는 시기로, 해방과 전쟁 그리고 혁명의 물결이 있었던 시기인 1945년 8월 15일부터 1960년 4월 19일까지다. 한국 최초의 SF만화인 1952년 작 최상권의 <헨델박사>, 정파의 <하얀쪽배>와 송방의 <외눈백이 범>이 수록된 1958년 판 <만화 소년소녀>를 비롯하여 김경언의 ‘칠성이 유격대’(1959), 은 당시 소년독자들을 사로잡았던 명랑만화들. 서경철의 ‘부평초’(1960), 등은 사실적인 그림체로 인기를 모았던 전통극화다. 초기 순정만화작가 최상록의 ‘일본에서 온 아이’(1963), 박기정의 스포츠만화 ‘도전자’도 들어있다. 중국의 고전 삼국지를 만화로 만든 최초의 작품인 김용환의 ‘코주부 삼국지’(1953)와 ‘고바우 영감’으로 유명한 김성환의 ‘세태만상’(1954)도 눈에 띄는 작품이다. 한국 최초의 SF만화로 평가받고 있는 최상권의 ‘헨델박사’(1952)와 전통극화의 선구자였던 박광현의 ‘최후의 밀사’(1950)는 ‘딱지만화’로 제작된 작품. ‘딱지만화’는 껌이나 과자 등에 경품으로 제공되던, 인쇄상태나 제책방법이 조악한 16페이지 정도의 얇은 만화책이 대부분이었다.[6]
- '성장기'는 5.16 군사 쿠데타 이후인 1961년부터 1969년까지는 다양한 만화들이 등장하면서 '만화방문화'가 활성화가 된 시기다. 이때가 스타작가와 베스트셀러 작품들이 쏟아져 나오며 장르화가 이뤄지던 ‘성장기’로 볼 수 있다. 방영진의 ‘명탐정 악동이’(1961), 박기당·박광현의 ‘엽전 열닷냥’(1961), ‘추동성’이라는 필명으로 활동했던 고우영의 ‘아쨩에’(1962), 신동우의 ‘빵점이’(1963), 김종래의 ‘황금가면’(1964) 등이 있다. 60년대는 50년대 후반 등장한 만화방이 꽃을 피운 시기로 산호의 <라이파이>, 김경언의 <왕>과 같은 인기 장편만화가 등장해 만화방 확산에 큰 영향을 미쳤다.[6]
- 정병섭 자살 사건의 여파로 70년대에는 교육에 도움이 되는 만화가 주로 제작되었다.
- '발전기1'인 1970년부터 1979년까지는 군사 쿠데타 이후 연장된 군부독재의 시절로, 한국 사회의 70년대 문화가 만화 속에도 잘 드러나던 시기였다. 1972년 <일간스포츠>에 실려 성인만화의 장을 연 고우영의 <삼국지>, 어린이들의 상상력을 자극하며 폭발적인 인기를 모은 1976년 작 윤승운의 <요철발명왕>이 대표적이다.[6]
- '발전기2'는 신군부 시절인 1980년부터 1989년까지는 만화방의 시대 끝 무렵과 만화잡지의 시대 초창기가 중첩되며 발전하던 한국만화 새로운 '발전시기'이다. 1980년대 최고 작품인 이현세의 <공포의 외인구단> 을 꼽을 수 있다.[6]

### 도전기
- '새로운 도전기'는 본격적인 만화잡지의 시대인 1990년대와 웹툰의 시대인 2000년대는 뉴미디어의 출현과 트렌드의 빠른 순환으로 점철되는 시기로 나눌 수 있다.[6]

## 작품의 변화

### 대한민국의 만화
김성환, 양정기, 김산호, 김광식 등 한국 만화의 선구자들은 당시 앞서가던 일본 만화의 형식을 보고 배우면서도 자신들만의 독창적인 작품 세계를 추구하였다.
그러나 1960년대 이후, 만화의 주요 판로였던 청소년 월간지에 일본 유명 만화가들의 작품을 도용한 해적판 만화가 다수 게재되었다. 그럼에도 불구하고 신동우, 고우영, 김원빈을 비롯한 많은 작가들이 한국적인 만화를 모색했으며, 김성환 등의 신문만화 역시 한국 만화의 새로운 가능성을 보여주었다.
하지만 만화를 금기어로 규정하였던 시절이 있었는데 60년대를 거쳐 70년대 군부정권 시대의 개막과 함께 만화를 사회 5대악 중의 하나로 규정, 사전검열과 까다로운 심의로 탄압하였다. 퇴폐적인 요소로 보아 만화 안보기 운동과 만화 불태우기 행사가 열리기도 했다.
코주부, 라이파이, 짱구박사, 허떨이, 땡이, 꺼벙이, 도깨비감투, 임꺽정, 바람의 파이터, 독고탁, 각시탈, 심술가족 등, 제목만 들어도 만화 캐릭터가 떠오르고 만화가들이 활동했던 시절이다. 김기율, 김용환, 박광현, 계월희, 김종래,  박기당, 박기준, 박부성, 박기정, 권영섭, 김기백, 서정철, 심명섭, 백산, 이근철, 산호, 손의성, 향원, 오명천, 문철, 이종진, 이범기, 조원기, 정한기, 임창, 김민, 신동우, 길창덕, 이상무, 방학기, 고우영, 윤승운, 이정문, 허영만 등등 이름만 들어도 추억이 떠오르게 하는 이들 작가들은 이제 세상을 많이 떠났다. 여학생들의 기억 속에 남아있을 민애니, 엄희자, 박수산 등 순정만화가들도 있었지만 <새소년>, <새벗>, <소년중앙>, <어깨동무>, <어린이 자유> 등 만화를 연재하던 월간 잡지들이 필독서같이 서로들 돌려가며 보던 시대였다.
특히 1970~1980년대에는 이현세, 이두호, 허영만, 김수정, 고행석, 박봉성 등으로 대표되는 신진 만화가들이 등단하여 보다 다양한 장르를 개척하였으며, 황미나, 김진, 김혜린, 신일숙, 강경옥 등 여성 작가들이 순정만화를 발표하며 한국 만화의 지평을 넓혔다. 그러나 1990년대 후반에 들어서서, 싼 값에 만화를 빌려주는 만화 대여점이 만화 유통의 중심을 차지하며 여러 가지 문제를 야기시켰다.
아기공룡 둘리, 달려라 하니, 천방지축 하니, 떠돌이 까치 등의 만화들이 원작을 바탕으로한 애니메이션으로 제작되기도 했다.
2000년대에 들어서면서 마린 블루스 등을 필두로, 웹툰이라는 만화 장르가 유행하기 시작했다. 2003년 이후 강풀(강도영) 등 온라인 만화가들의 활동이 두드러졌다. 현재 각종 포털, 스포츠 신문사의 홈페이지에 와탕카, 용하다 용해 등의 많은 만화가 연재되고 있다.

### 조선민주주의인민공화국의 만화
북한에서는 만화 역시 ‘당의 정책을 구현하여 인민을 공산주의적 혁명정신으로 계도’하는 것을 목표로 하기 때문에 대부분의 작품들이 ‘용맹’과 ‘당에 대한 충성’을 주제로 다루고 일본의 식민지배를 비판하거나 남한 장기수의 핍박을 그리거나 공산주의식 도덕을 강조하는 내용이다. ‘게다짝이 운다’ ‘철천지 원수’, ‘불사조의 노래-아 너를 품어줄 조국이 있어’, ‘충성동이’ ‘례절바른 영남이’등이 자료로 남아 있다.
반면, 북한에서 유일하게 선동·선전 도구로서의 구실을 강요당하지 않는 분야가 애니메이션 부분의 만화영화다. 그 이유가 김정일 국방위원장의 관심 때문이었고 만화영화가 영화보다는 캐릭터나 감정이 섬세하게 표현되지 못하기 때문에, 항일 유격대원, 인민군대가 자칫 왜곡 묘사될 수 있다는 이유로 심각한 내용 대신 동화나 우화를 중심으로 다루고 있는 모습이다. 이런 북한의 만화는 매년 출간되며, 주로 사상교육에 활용되는 것으로 알려져 있다.

## 작품의 종류
만화는 여러 기준으로 분류된다. 출간 경로에 따라 신문, 잡지에 연재되는 연재만화와 대본소나 출판사에서 기획하여 출간되는 단행본으로 나뉘는데, 인터넷을 통하여 출판되는 만화는 별도로 웹툰이라 부른다.
대상 연령에 따라 아동용과 성인용으로, 분량에 따라 장편과 단편으로 구분하기도 한다. 사회적 사건을 해학적으로 풍자하는 시사만화(時事漫畫)를 일반적인 만화와 구별하기도 하는데, 보통 1컷 또는 기-승-전-결의 4컷 안팎으로 구성하여 신문이나 잡지에 게재된다.
대한민국의 만화는 내용에 따라 일반적으로 명랑만화, 순정만화, 공상과학만화, 모험만화, 스포츠만화, 역사만화, 교육·홍보만화 등으로 분류하는데, 작품에 따라서는 여러 속성을 함께 가지고 있는 경우도 있다.

## 한국의 대표적인 출판사
- 어문각
- 서울문화사(코믹진-점프/윙크)
- 대원씨아이
- 학산문화사
- 교원

## 같이 보기
- 대한민국의 애니메이션
- 조선민주주의인민공화국의 애니메이션
- 일본 만화